# Menhir von Cosquer Jehan

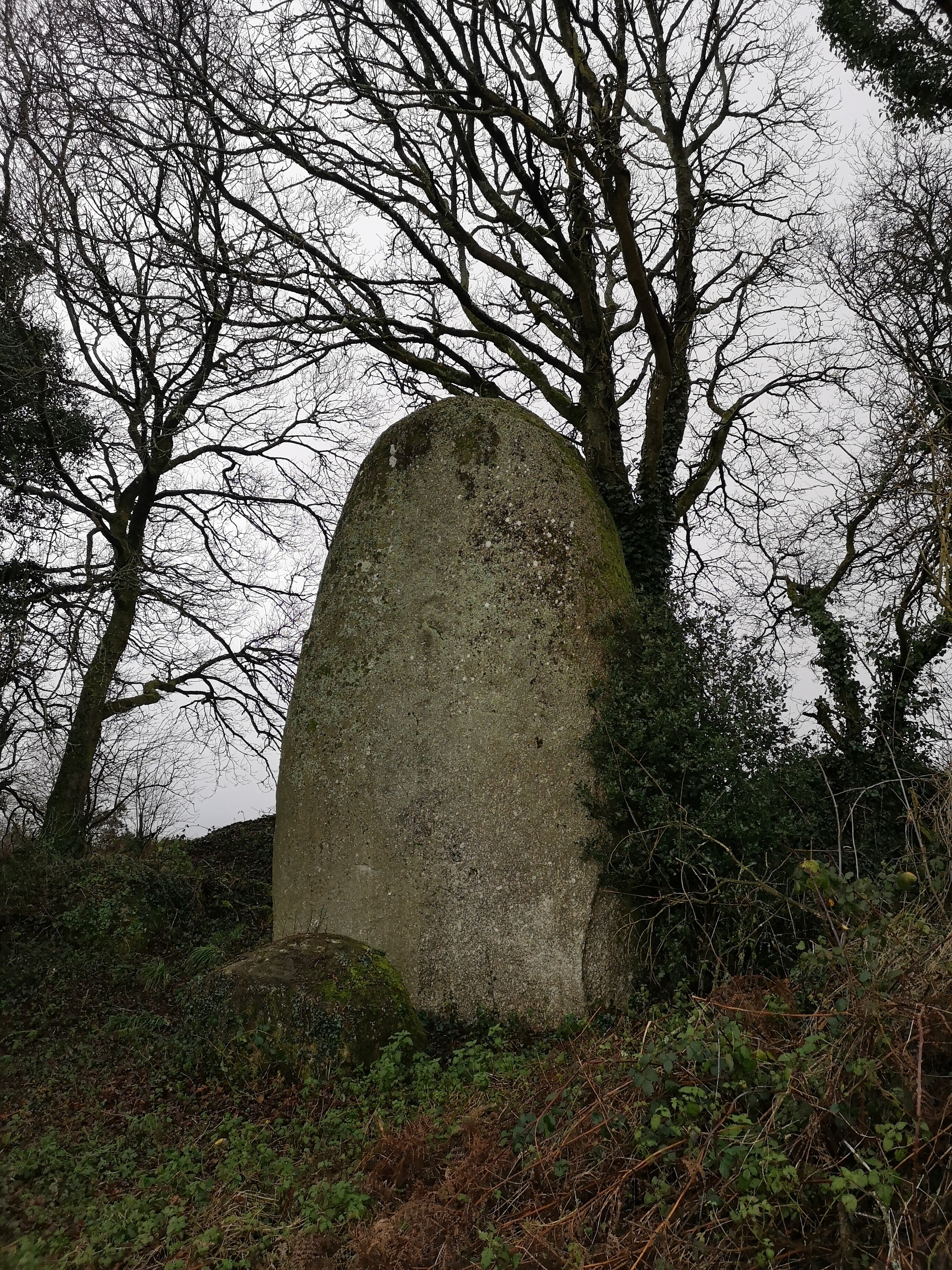
Menhir von Cosquer Jehan

Der Menhir von Cosquer Jehan (auch Ar Peulven-Bras genannt) steht etwa 50,0 m nördlich der Straße D69 und nördlich von Kerien bei Guingamp in Département Côtes-d’Armor in der Bretagne in Frankreich.
Der Menhir aus grauem Granit ist etwa 5,5 Meter hoch, 4,0 Meter breit und 3,0 Meter dick (11,7 m Umfang). Er ist von anderen Blöcken umgeben, von denen einer etwa 15,0 m lang ist. Der Menhir wiegt etwa 110 Tonnen und ist nach Charles Tanguy Leroux einer der schwersten in Europa. Der Stein wurde in unmittelbarer Nähe gewonnen. In seiner Umgebung sind viele Findlinge freigelegt, vor allem auf der Spitze des Hügels. Es sind keine Spuren von Inschriften oder anderen Markierungen auf ihm vorhanden.
Der Legende nach wuchs dieser Menhir wie eine Pflanze und hörte mit dem Tod Christi auf zu wachsen.
In der Nähe befinden sich weitere Menhire, darunter der Menhir von Creac’h-an-Archant.